# Pedro Barrancos
Pedro José Barrancos Miras, conocido como Barrancos, es un futbolista español. Juega de extremo y su club actual es el Orihuela Club de Fútbol.

## Trayectoria
Formado en las categorías inferiores del Real Murcia, el 17 de junio de 2006, debuta con la primera plantilla del cuadro pimentonero en El Molinón, en el último partido de Liga. En la temporada 2007-08 se marcha cedido al Sangonera Atlético, con el que logró el ascenso a Segunda División B. Tuvo un papel importante en el equipo, anotando siete goles en el campeonato. En la temporada 2009-10 regresa al Real Murcia, alternando el filial con el primer equipo. A la temporada siguiente, recala en las filas del Granada C.F. que lo cede en el mercado de invierno a la UD Logroñés.
Tras una cesíon poco productiva en el conjunto riojano debido a unos problemas cardiacos que ponen en peligro la carrera futbolística del jugador, en la temporada 2011-12 aterriza en el Cádiz C. F. en calidad de cedido por el conjunto granadino. Tras no jugar apenas nada en la primera vuelta, la segunda parte de la temporada es cedido al club de su tierra, el Club de Fútbol La Unión en el mismo Grupo IV de la Segunda División B.
En agosto de 2012 el UCAM Murcia Club de Fútbol, equipo que debutará en Segunda División B en la temporada 2012/2013, anuncia la contratación del futbolista, un extremo que ha sido contratado para reforzar el ataque del cuadro universitario, que rescindió con el Granada CF, club al que pertenecía su ficha.

## Clubes
| Club                   | País   | Año       |
| ---------------------- | ------ | --------- |
| Murcia Imperial        | España | 2006-2007 |
| Sangonera Atlético     | España | 2007-2008 |
| Murcia Imperial        | España | 2008-2010 |
| Granada CF             | España | 2010      |
| UD Logroñés (préstamo) | España | 2011      |
| Cádiz CF (préstamo)    | España | 2011      |
| Caravaca CF (préstamo) | España | 2012      |
| Granada CF             | España | 2012      |
| UCAM Murcia CF         | España | 2012      |
| Iraklis Psachnon       | Grecia | 2013      |
| UCAM Murcia CF         | España | 2013-2014 |
| Arroyo CP              | España | 2014-2015 |
| Orihuela CF            | España | 2015-2016 |
| EG El Palmar CF        | España | 2016-2017 |

## Palmarés

### Campeonatos nacionales
| Título                       | Club               | País   | Año  |
| ---------------------------- | ------------------ | ------ | ---- |
| Ascenso a Segunda División B | Sangonera Atlético | España | 2008 |